# 6610型扫雷舰
6610型舰，首舰于1956年7月在武昌造船厂开工，1957年2月上船台，1958年4月下水，1958年9月13日交付海军使用，厂方编号甲65，服役后舷号为933。此后，第一批6610舰的其余3艘先后开工建造，并于1958年年底全部服役。1966年8月，广船开工了彻底“中国化”的首舰398、399舰，两舰分别于1969年和1970年服役。1981年12月，6610型扫雷舰正式生产定型，此时距首艘国产6610型舰下水已有23年。船舶工业开始建造6610型扫雷舰后，先后进行了超过十次大小修改，将这型军舰从一型有二战德国军舰色彩的苏制扫雷舰，逐渐改进为一型贴近中国实际、体现中国当时技术水平的军舰。